# メロン記念日シングルMクリップス1
「メロン記念日シングルMクリップス1」（メロンきねんびシングルMクリップス1）は、メロン記念日のビデオクリップ集。

## 収録曲
1. 甘いあなたの味
2. 告白記念日
3. 電話待っています
4. This is 運命
5. さぁ! 恋人になろう
6. 夏の夜はデインジャー!
7. 香水

- TV-CM集

1. 甘いあなたの味
2. 告白記念日
3. 電話待っています
4. This is 運命
5. さぁ! 恋人になろう
6. 夏の夜はデインジャー!
7. 香水

- メイキング

1. 香水